# 西條里奈子
西條 里奈子（さいじょう りなこ）は、滋賀県出身の日本の柔道選手。階級は70kg級。

## 経歴
粟津中学から京都文教高校へ進んだ。
2022年に龍谷大学へ進学すると、2年の時には体重別団体で2位となった。3年の時には学生体重別の決勝で東海大学2年の本田万結に敗れるも2位になった。4年の時には全日本選手権の準々決勝で78㎏級の選手であるコマツの泉真生を3－0の判定で破るも、準決勝で57㎏級の選手である筑波大学2年の白金未桜に0－3の判定で敗れるが、伏兵ながら3位となった。

## 戦績
- 2023年 -　体重別団体　2位
- 2024年 -　学生体重別　2位
- 2025年 -　全日本選手権 3位
- 2025年 -　優勝大会　5位